# Max Strutt

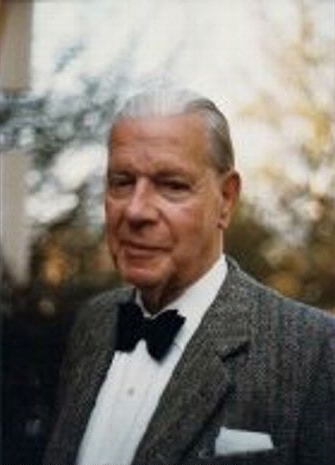
Portrait Max J. O. Strutt

Maximilian Julius Otto Strutt (* 3. Oktober 1903 in Surakarta, Indonesien; † 15. Juli 1992 in Rüschlikon, ZH) war ein niederländischer Elektroingenieur.

## Biografie
Max Strutt begann die Mittelschule in Yogyakarta, Indonesien, und schloss sie nach dem Umzug nach Europa in Augsburg, Deutschland, ab.
Strutt studierte daraufhin Elektrotechnik an der Technischen Hochschule München von 1921 bis 1923, dann folgte die Technische Universität Delft, Niederlande. Anschließend wurde er 1926 Assistent von Prof. Fokker und promovierte bereits 1927 im Alter von 24 Jahren mit der Dissertation (aus dem Flämischen übersetzt) Skin effect and temperature distribution in electrical conductors.
Noch vor der formalen Erteilung des Titels als Dr. sc. techn. 1927 trat er in die Forschungslaboratorien der Firma Philips in Eindhoven, NL, ein. Es folgte eine äußerst fruchtbare Schaffenszeit mit bedeutenden grundlegenden Erkenntnissen und Erfindungen. Seine Arbeit über Lamésche und Mathieusche Funktionen in Physik und Technik, welche 1932 erschienen ist, dient als gutes Beispiel. Das Werk wurde 13 mal neu aufgelegt bis zur letzten Ausgabe von 1967. Etwa 20 Jahre lang, inklusive der Zeit während des Zweiten Weltkriegs, arbeitete er bei Philips Research an Themen wie Elektroakustik, Elektronenröhren, Verluste in Dielektrika, Hochfrequenzschaltungen, Antennentechnik und Hochspannungsleitungen. Neben Publikationen in Fachzeitschriften veröffentlichte er mehrere Bücher und verfasste über 50 Internal Research Reports. Im Gegensatz zu vielen Kollegen schrieb er diese internen Berichte weiterhin in Deutsch, während die meisten Kollegen wegen der politischen Rolle Deutschlands ab ca. 1935 auf Englisch umstellten. Auf Espacenet des Europäischen Patentamtes finden sich eine Reihe von Patenten mit Maximilian Strutt als Erfinder.
Die Eidgenössische Technische Hochschule Zürich berief ihn 1948 zum ordentlichen Professor für Theoretische Elektrotechnik. Ab 1957 wurde er Professor für Höhere Elektrotechnik. In dieser Zeit unterrichtete er viele Jahrgänge von Elektroingenieurstudenten, betreute 40 Doktoranden (u. a. die späteren ETH-Professoren Werner Bächtold, George Guekos, Walter Guggenbühl, Hans Melchior) und schlug Persönlichkeiten der Elektrotechnik zur Verleihung der Ehrendoktorwürde der ETH vor (u. a. Gustav Guanella). Nach der Erfindung des Transistors widmete er sich auch der Halbleiterelektronik und schrieb entsprechende Fachbücher. Die von ihm publizierten Bücher dienten teilweise als Lehrmittel, so Vorlesungstexte über Theoretische Elektrotechnik (1951), Elektronenröhren (1957), Feldtheorie (1964), Lichttechnik (1964), Festkörpertechnik (1965, 1970), wobei jedoch seine auf Englisch publizierten Bücher die weitaus größere Verbreitung in Bibliotheken weltweit fanden. Mehrere Werke waren in über 200 Bibliotheken vorhanden.
Er wurde 1974 emeritiert.

## Ehrungen
- Die Technische Hochschule Karlsruhe verlieh ihm 1950 die Ehrendoktorwürde Dr. Ing. h. c.
- Die Carl-Friedrich-Gauß-Medaille wurde ihm 1954 für sein Schaffen verliehen, als einem von bisher nur drei derart geehrten ETH-Professoren.
- Er wurde vom Institute of Electrical and Electronics Engineers für seine Verdienste zum Fellow der IEEE ernannt.

## Schriften
- Lamésche, Mathiéusche und verwandte Funktionen in Physik und Technik, in: Ergebnisse der Mathematik und ihrer Grenzgebiete, Bd. 1, Nr. 3, J. Springer, Berlin 1932.
- Moderne Mehrgitter-Elektronenröhren; Bau, Arbeitsweise, Eigenschaften, Elektrophysikalische Grundlagen, J. Springer, Berlin, 2. Aufl. 1940.
- Reelle Eigenwerte verallgemeinerter Hillscher Eigenwertaufgaben 2. Ordnung, Mathematische Zeitschrift – MATH Z, Bd. 49, 1943, Nr. 1, S. 593–643.
- Mit Gregor Čremošnik: Bestimmung von ebenen sowie von kreis- und kugelsymmetrischen Raumladungsfeldern mit Hilfe einfacher Widerstandsketten mit zusätzlichen Stromquellen, Zeitschrift Fur Angewandte Mathematik Und Physik – ZAMP, Bd. 8, 1957, Nr. 5, S. 329–360.
- With Baechtold, W.; Kotyczka, W.: Computerized Calculation of Small Signal and Noise Properties of Microwave Transistors, IEEE Transactions on Microwave Theory and Techniques, Vol. 17, Issue 8, Aug.1969, pp. 614–619.
- With Kotyczka, W.; Leupp, A.: Computer-aided determination of two-port noise parameters (CADON), Proceedings of the IEEE, Vol. 58, 1970, Issue 11, pp. 1850–1851.
- With Hartmann, K.; Kotyczka, W.: Computer-Aided Determination of the Small-Signal Equivalent Network of a Bipolar Microwave Transistor, IEEE Transactions on Microwave Theory and Techniques, Vol. 20, Issue 2, Feb. 1972, pp. 120–126.